# تاکاشی کوندو (بازیکن فوتبال)
تاکاشی کوندو (ژاپنی: 近藤 貴司؛ زادهٔ ۲۶ آوریل ۱۹۹۲) یک بازیکن فوتبال اهل ژاپن است.
از باشگاه‌هایی که در آن بازی کرده‌است می‌توان به باشگاه فوتبال اهیمه و اشگاه فوتبال اومیا آردیجا اشاره کرد.